# Radio Città Fujiko
Radio Città Fujiko (a volte reso graficamente come radiocitta'fujiko) è un'emittente radiofonica italiana comunitaria, con sede a Bologna in via Zanardi, 369.
Trasmette sui 103.100 MHz in modulazione di frequenza, raggiungendo un'area che copre la città di Bologna e gran parte del resto della sua città metropolitana e alcune zone delle province di Modena e di Ferrara.

Da sempre vicina all'area della sinistra libertaria, Radio Città Fujiko rappresenta una delle più longeve esperienze dell'emittenza libera bolognese. Da settembre 2022 fa parte del circuito di Popolare Network. 

## Storia

### Radio Città
Radio città è nata nel 1976 per iniziativa di un gruppo di giornalisti bolognesi provenienti dalla redazione del quotidiano bolognese Il Foglio diretto da Luigi Pedrazzi. La data convenzionale di inizio delle trasmissioni è il 29 ottobre 1976. Nel 1987 assunse la denominazione di Radio Città 103. Sempre in quello stesso anno, in contrasto alla decisione della cooperativa proprietaria della testata di imporre una direzione più fedele agli orientamenti del nuovo consiglio di amministrazione legato a Democrazia Proletaria, soggetto intervenuto a scongiurare la prevista chiusura dell'emittente, molti redattori fuoriuscirono dalla radio andando a fondare Radio Città del Capo. 

### Radio Fujiko
Radio Fujiko ha iniziato le trasmissioni il 25 agosto 2000, in diretta dal Festival Nazionale dell'Unità di Bologna. Nata dalle ceneri di Oasi Radio, ha assunto questo nome da Fujiko Mine, protagonista della serie animata giapponese Lupin III.
Nel 2004 la frequenza su cui trasmetteva (94.7 a Bologna) è stata venduta dall'editore, Arci Bologna, a Radio Città del Capo, interrompendo così le trasmissioni e l'attività.

### Radio Città Fujiko
Il gruppo redazionale che aveva animato i quattro anni di attività di Radio Fujiko, dopo alcuni mesi di trasmissioni congiunte e al termine di un'approfondita fase istruttoria, si è fuso con l'emittente Radio Città 103, che dall'autunno 2004 ha preso il nome di Radiocittà Fujiko.
La sede storica di Radio Città Fujiko era sita a Bologna in via Masi 2 ed è stata abbandonata nel 2005. Dopo quasi tre anni negli studi di via Paolo Fabbri 110, dal settembre 2008 al settembre 2016 l'emittente ha avuto sede nel fabbricato della "Casa del Popolo Spartaco" in via Giambologna, 4.

Dal 29 settembre 2016 la nuova sede si trova in via Zanardi, 369.

#### Popolare Network
A settembre 2022 la radio entra nel circuito di Popolare Network. Sulle frequenze di Radio Città Fujiko sarà quindi possibile ascoltare i giornali radio e gli approfondimenti giornalistici del network.